# Liste d'élections en 1839
Chronologie des élections
- 1835
- 1836
- 1837
- 1838
- 1839
- 1840
- 1841
- 1842
- 1843

Cet article recense les élections organisées durant l'année 1839.

Dans la 2e moitié des années 1830, le Royaume-Uni, les États-Unis, la république du Texas, la France, la Norvège, la Belgique, l'Espagne et le Portugal procèdent à des élections nationales régulières, toutes au suffrage censitaire masculin.

## Élections nationales en 1839
| Date                             | État       | Élection ou référendum                    | Contexte | Résultat |
| -------------------------------- | ---------- | ----------------------------------------- | --- | --- |
| 2 juillet 1838 - 5 novembre 1839 | États-Unis | Législatives (chambre (en) et sénat (en)) | | Le Parti démocrate, du président Martin Van Buren, conserve sa majorité absolue des sièges aux deux chambres du Congrès. |
| 31 janvier                       | Équateur   | Présidentielle (es)                       | | Cette section est vide, insuffisamment détaillée ou incomplète. Votre aide est la bienvenue ! Comment faire ? |
| 1er février                      | Venezuela  | Présidentielle (es)                       | | Cette section est vide, insuffisamment détaillée ou incomplète. Votre aide est la bienvenue ! Comment faire ? |
| 1er mars                         | Uruguay    | Présidentielle (es)                       | | Cette section est vide, insuffisamment détaillée ou incomplète. Votre aide est la bienvenue ! Comment faire ? |
| 2 - 6 mars                       | France     | Législatives                              | Élections anticipées, le gouvernement ayant démissionné en raison de l'opposition à la Chambre. C'est la période de la monarchie de Juillet. | Alternance. L'alliance d'opposition qui rassemble le Tiers Parti (centriste) et la gauche républicaine remporte une courte majorité absolue des sièges. Le roi Louis-Philippe nomme toutefois Jean-de-Dieu Soult (orléaniste de centre-droit) à la présidence du Conseil des ministres. Ce gouvernement n'ayant pas de majorité parlementaire, des élections anticipées ont finalement lieu en 1842. |
| 11 juin                          | Belgique   | Législatives (nl)                         | | Cette section est vide, insuffisamment détaillée ou incomplète. Votre aide est la bienvenue ! Comment faire ? |
| 24 juillet                       | Espagne    | Générales                                 | | Cette section est vide, insuffisamment détaillée ou incomplète. Votre aide est la bienvenue ! Comment faire ? |

## Élections en subdivisions nationales en 1839
Cette section concerne les élections législatives dans un État fédéré, une subdivision territoriale ou une colonie d'un État souverain, ainsi que leurs principaux référendums.
| Date                     | Subdivision           | État                     | Élection ou référendum | Contexte                            | Résultat |
| ------------------------ | --------------------- | ------------------------ | ---------------------- | ----------------------------------- | --- |
| 10 octobre - 20 novembre | Bavière               | Confédération germanique | Législatives (de)      | Élections de la quatrième mandature | Cette section est vide, insuffisamment détaillée ou incomplète. Votre aide est la bienvenue ! Comment faire ? |
| décembre                 | Saxe-Cobourg et Gotha | Confédération germanique | Législatives (de)      | Élections de la quatrième mandature | Cette section est vide, insuffisamment détaillée ou incomplète. Votre aide est la bienvenue ! Comment faire ? |